# إيلي سانشيز
إيلي سانشيز (بالإسبانية: Ilie Sánchez) هو لاعب كرة قدم إسباني في مركز الوسط، ولد في 21 نوفمبر 1990 في برشلونة في إسبانيا. لعب مع ميونخ 1860 ونادي إلتشي ونادي برشلونة ب ونادي برشلونة.

## وصلات خارجية
- إيلي سانشيز على موقع الدوري الأمريكي (الإنجليزية)
- إيلي سانشيز على موقع قاعدة بيانات كرة القدم.إي يو (الإنجليزية)
- إيلي سانشيز على موقع Soccerbase.com (لاعب) (الإنجليزية)
- إيلي سانشيز على موقع Soccerway.com (الإنجليزية)
- إيلي سانشيز على موقع عالم كرة القدم.نت (الإنجليزية)
- إيلي سانشيز على موقع AS.com (الإسبانية)